# Mały Przysłop (Beskid Żywiecki)
Mały Przysłop (słow. Maľý Príslop, 986 m) – szczyt w Grupie Wielkiej Raczy w Beskidzie Żywiecko-Kisuckim. Znajduje się w głównym grzbiecie, przez który biegnie granica polsko-słowacka oraz Wielki Europejski Dział Wodny. Mały Przysłop znajduje się w tym grzbiecie pomiędzy Magurą (1073 m) i Wielkim Przysłopem (1037 m). Południowo-zachodnie stoki Małego Przysłopu są słowackie i opadają do doliny Oszczadnicy, północno-wschodnie są polskie i opadają do doliny potoku Plaskórówka.
Nazwa Przysłop jest pochodzenia wołoskiego, często występuje w topograficznym nazewnictwie w całych Karpatach, zarówno polskich, jak i słowackich i rumuńskich i oznacza najczęściej przełęcz lub miejsce na grzbiecie górskim, rzadko szczyt.
Mały Przysłop jest porośnięty lasem, ale dawniej był bardziej bezleśny, na topograficznej mapie Geoportalu zaznaczone są jeszcze polany na jego polskich stokach, a na zdjęciach lotniczych tej mapy widoczne są trawiaste i zarastające lasem dawne halizny. Na słowackich stokach wielki huragan w 2004 r. powalił znaczną część lasu. Biegnie przez niego czerwony Główny Szlak Beskidzki.
Polskie stoki Małego Przysłopu znajdują się w granicach miejscowości Rycerka Górna w województwie śląskim, w powiecie żywieckim, w gminie Rajcza. W regionalizacji fizycznogeograficznej Polski według Jerzego Kondrackiego Grupa Wielkiej Raczy zaliczana jest do Beskidu Żywieckiego, w nowszej polskiej regionalizacji z 2018 roku do Beskidu Żywiecko-Kisuckiego, na Słowacji do Beskidu Kisuckiego.

## Szlaki turystyczne
Zwardoń – Kikula – Magura – Mały Przysłop – Wielki Przysłop – Wielka Racza. 4:45 godz, z powrotem 4:15 godz.